# Nakajima Utako

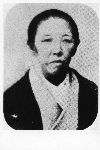
Nakajima Utako

Nakajima Utako (jap. 中島 歌子; * 14. Dezember 1844 in Tokio oder Sakado, Präfektur Saitama; † 30. Januar 1903) war eine japanische Dichterin der Meiji-Zeit und ist bekannt als Gründerin der Dichtkunstschule Haginoya (萩の舎), die auch von Higuchi Ichiyō besucht wurde.

## Leben
Nakajima Utako wurde als zweite Tochter Nakajima Matazaemons (中島又左衛門) geboren. Ihr Kindheitsname lautete Tose (とせ). Als Nachfahren des wichtigen Staatsmannes Ōta Dōkan, dem Erbauer der Burg Edo, waren die Nakajimas seit Generationen als Dorfvorsteher bekannt. Das Haus Fukushima (福島), dem die Mutter Utakos entstammte, war wiederum ein mächtiges Handelshaus und Hoflieferant des Shōgunats. Die Mutter war im inneren Dienst der Burg Kawagoe tätig und konnte enge Beziehungen zum Haus Nabeshima knüpfen.
Als Utako zehn Jahre alt war, wurde sie Hofdame im Anwesen des höchsten Verwaltungsbeamten der Provinz Harima (im heutigen Hyōgo), Matsudaira (松平). Im Alter von 18 Jahren heiratete sie einen Vasallen des Mito-han, Hayashi Chūzaemon (林忠 左衛門), und zog mit diesem nach Mito. Doch dieser wurde 1864, kurz vor der Meiji-Restauration, schwer verletzt und beging darauf Selbstmord. Nach der Meiji-Restauration kehrte Utako nach Edo, das jetzt Tōkyō hieß, zurück und erhielt dort unter Katō Chinami (加藤 千浪) eine Ausbildung in japanischer Dichtung (s. Waka) und Kalligraphie. Als Dichterin der alten Schule gelangte sie zu Bekanntheit. Um das Jahr 1877 gründete sie die Schule der Dichtkunst Haginoya, an der sie vornehmlich Frauen des gehobenen und mittleren Standes ausbildete. Insgesamt sollen über 1000 Absolventinnen die Schule besucht haben. Darunter waren Higuchi Ichiyō und Miyake Kaho (三宅 花圃).